# Tanah Merah (district)
Tanah Merah is een district in de Maleisische deelstaat Kelantan.
Het district telt 121.000 inwoners op een oppervlakte van 870 km².